# Bulbophyllum colubrinum
Bulbophyllum colubrinum là một loài phong lan thuộc chi Bulbophyllum.